# Kanton Honfleur
Honfleur is een voormalig kanton van het Franse departement Calvados. Het kanton maakte deel uit van het arrondissement Lisieux. Het werd opgeheven bij decreet van 17 februari 2014, met uitwerking op 22 maart 2015. Alle gemeenten zijn opgenomen in het nieuwe kanton Honfleur-Deauville.

## Gemeenten
Het kanton Honfleur omvatte de volgende gemeenten:
- Ablon
- Barneville-la-Bertran
- Cricquebœuf
- Équemauville
- Fourneville
- Genneville
- Gonneville-sur-Honfleur
- Honfleur (hoofdplaats)
- Pennedepie
- Quetteville
- La Rivière-Saint-Sauveur
- Saint-Gatien-des-Bois
- Le Theil-en-Auge